# Haus Holloch

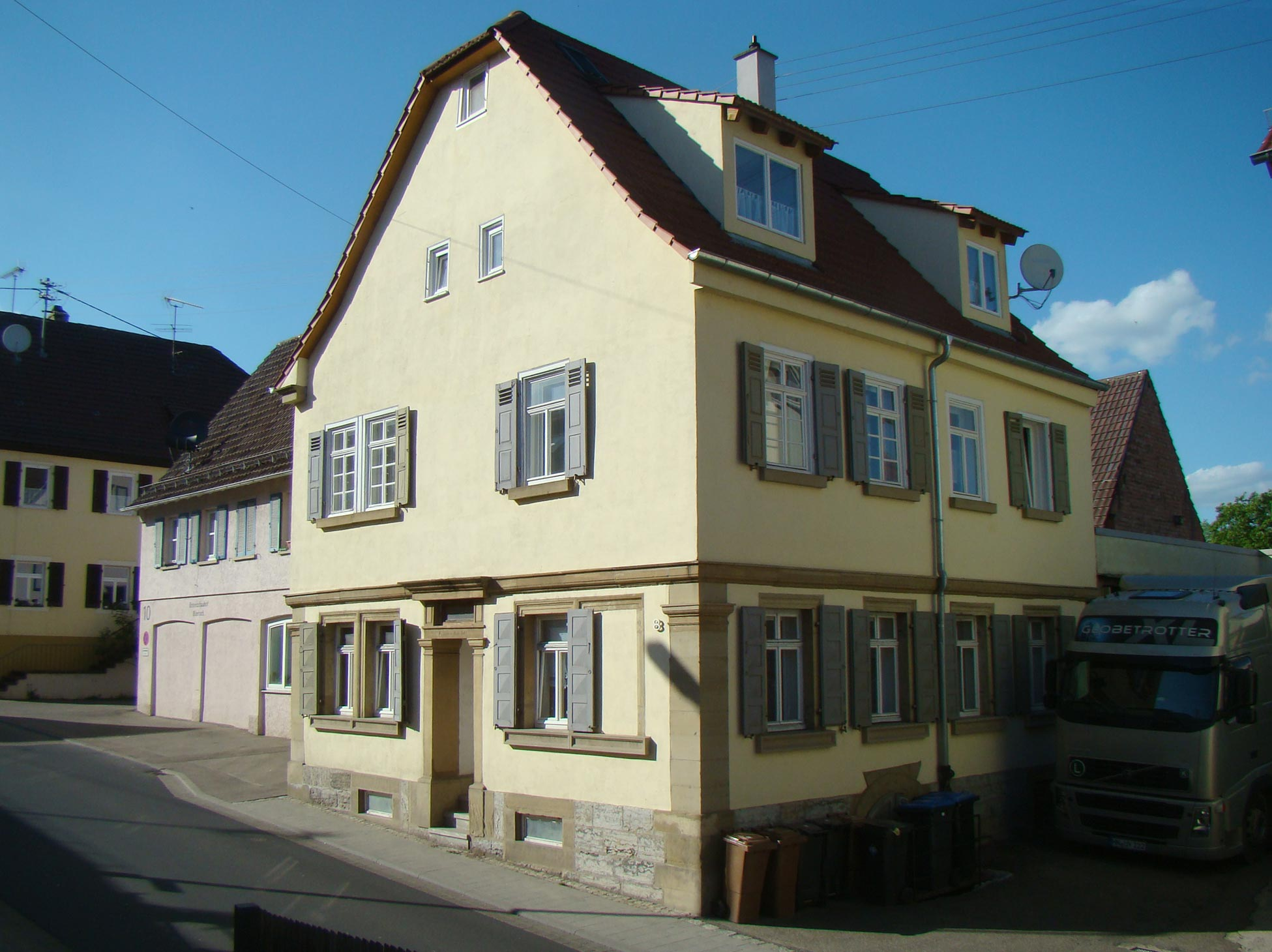
Haus Holloch (2015)

Das  Haus Holloch   an der Bonfelder Straße 8 in Heilbronn-Biberach ist eines der wenigen erhaltenen Beispiele für die klassizistische Bauernhausarchitektur des ländlichen Heilbronner Gebiets. Das Haus ist ein privater Profanbau, der 1848 nach Plänen des Steinhauermeisters Grembler für den Gemeinderat Holloch errichtet wurde. Das denkmalgeschützte Gebäude gilt als Kulturdenkmal.

## Beschreibung
Das klassizistische Bauernhaus aus dem Jahre 1848 ist ein zweigeschossiges Gebäude, wobei das Erdgeschoss aufwändig im Stil des Klassizismus mit Eckpilastern und profiliertem, horizontalem Gesims geschmückt wurde. Bemerkenswert ist das Portal, das von Pilastern eingerahmt ist und ein überdachtes Oberlicht aufweist, wobei sich dort die Inschrift  18 Christian Holoch 48  erhalten hat. Das Gebäude wurde 2008 umfassend saniert. Dabei wurde u. a. das Dachgeschoss ausgebaut, wobei der Dachstuhl Gauben erhielt.

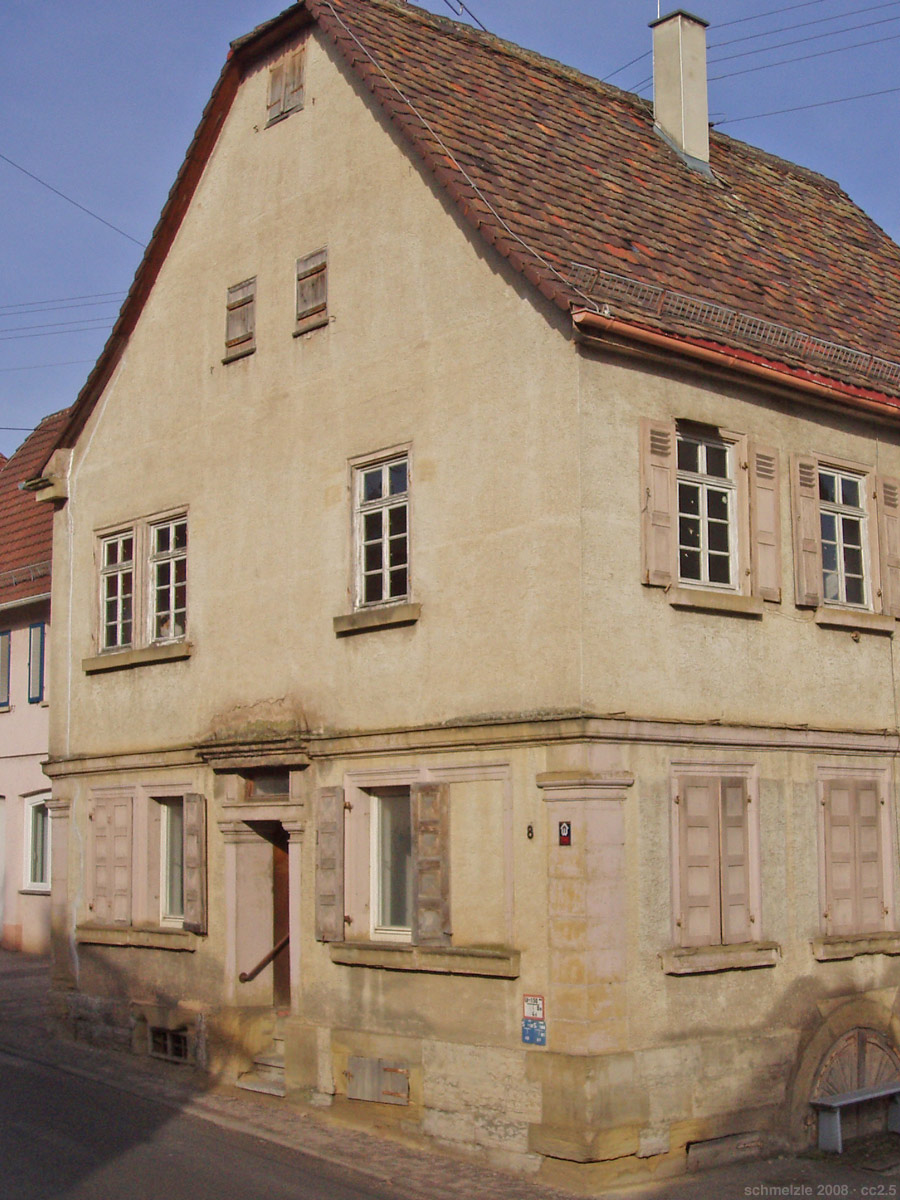
Haus Holloch vor Sanierung, Januar 2008
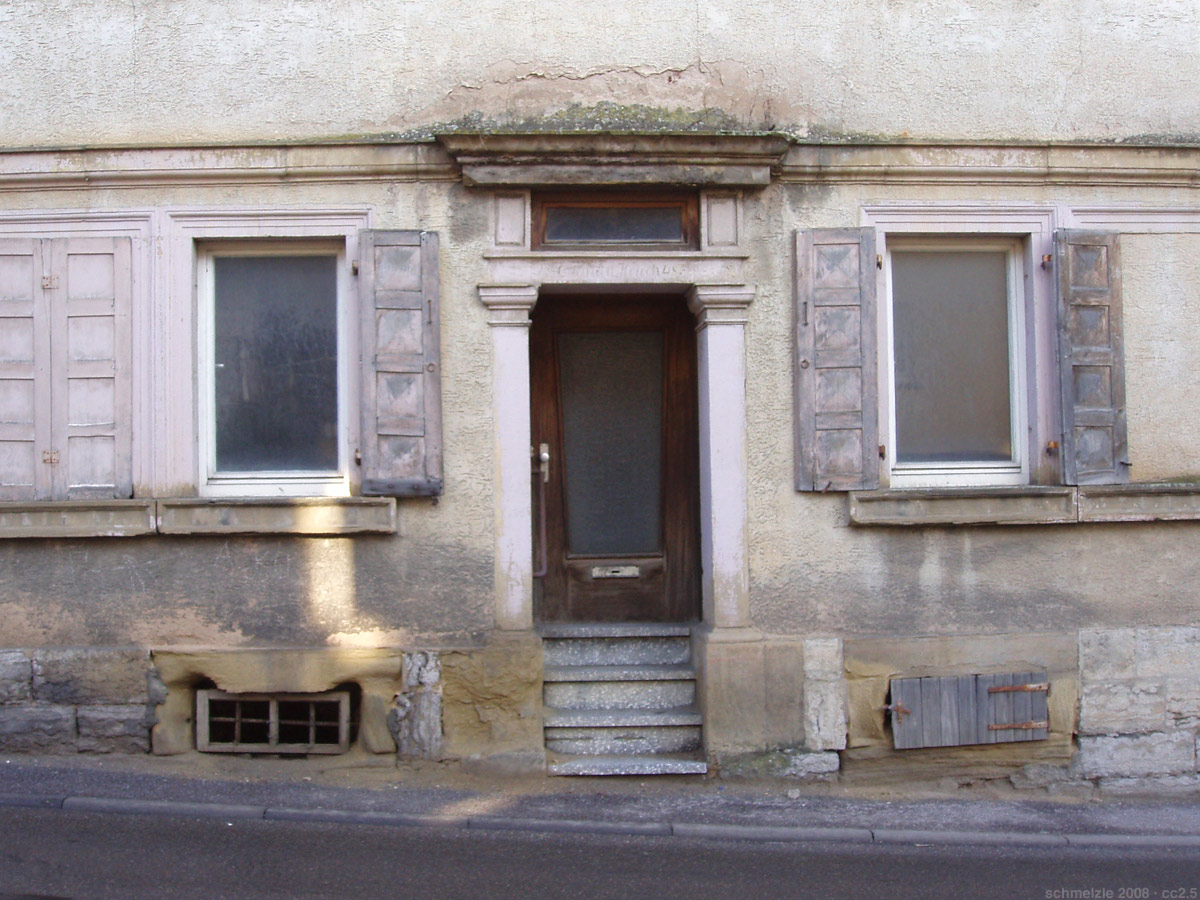
Fassadendetail vor der Sanierung, Januar 2008
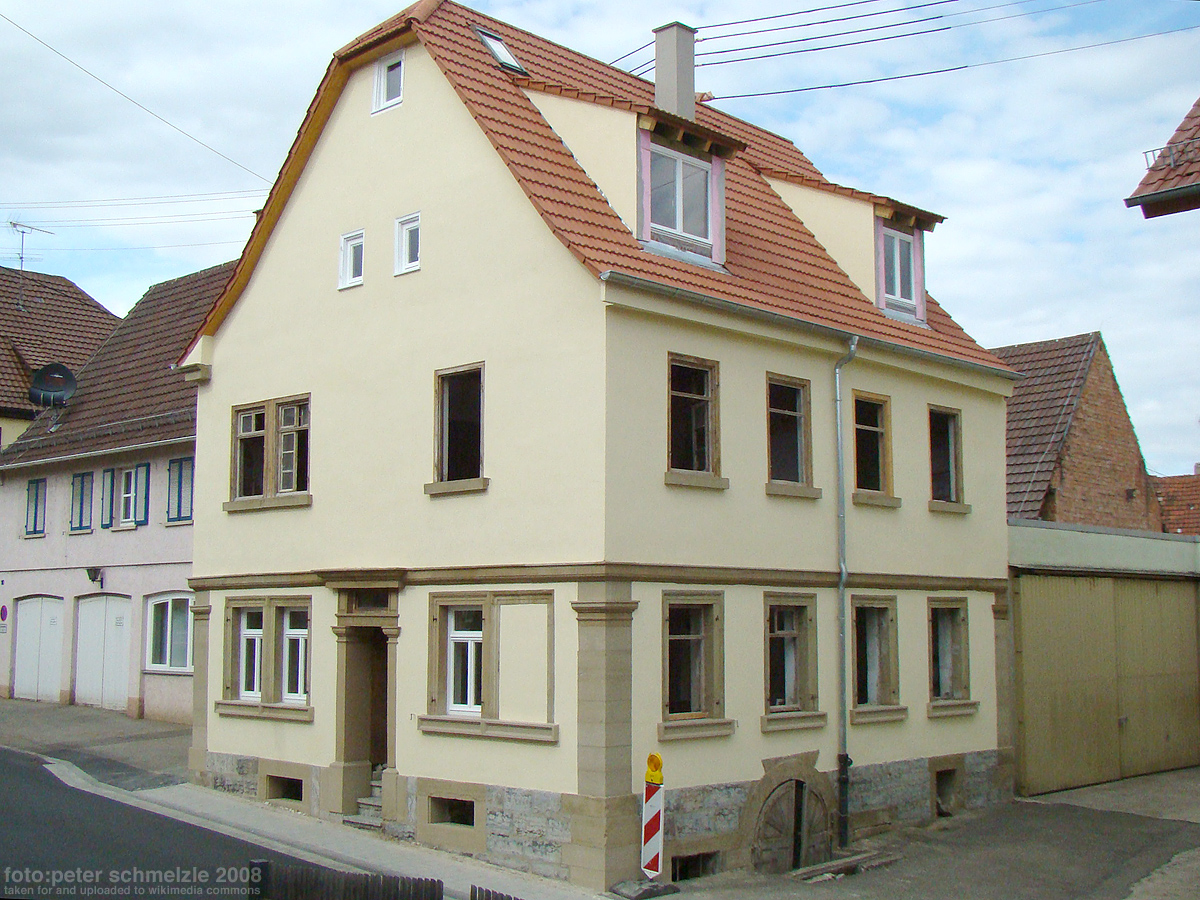
Haus Holloch während Sanierung, August 2008